# Kanał Bródnowski

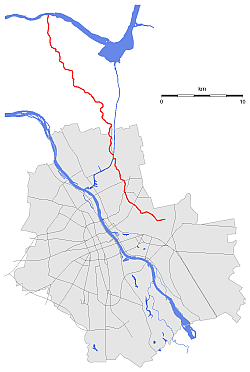
Położenie Kanału Bródnowskiego i Kanału Bródnowskiego Dolnego (czerwona linia) na tle głównych elementów układu hydrograficznego Warszawy i jej okolic (Wisła, Narew, Jezioro Zegrzyńskie, Kanał Żerański)

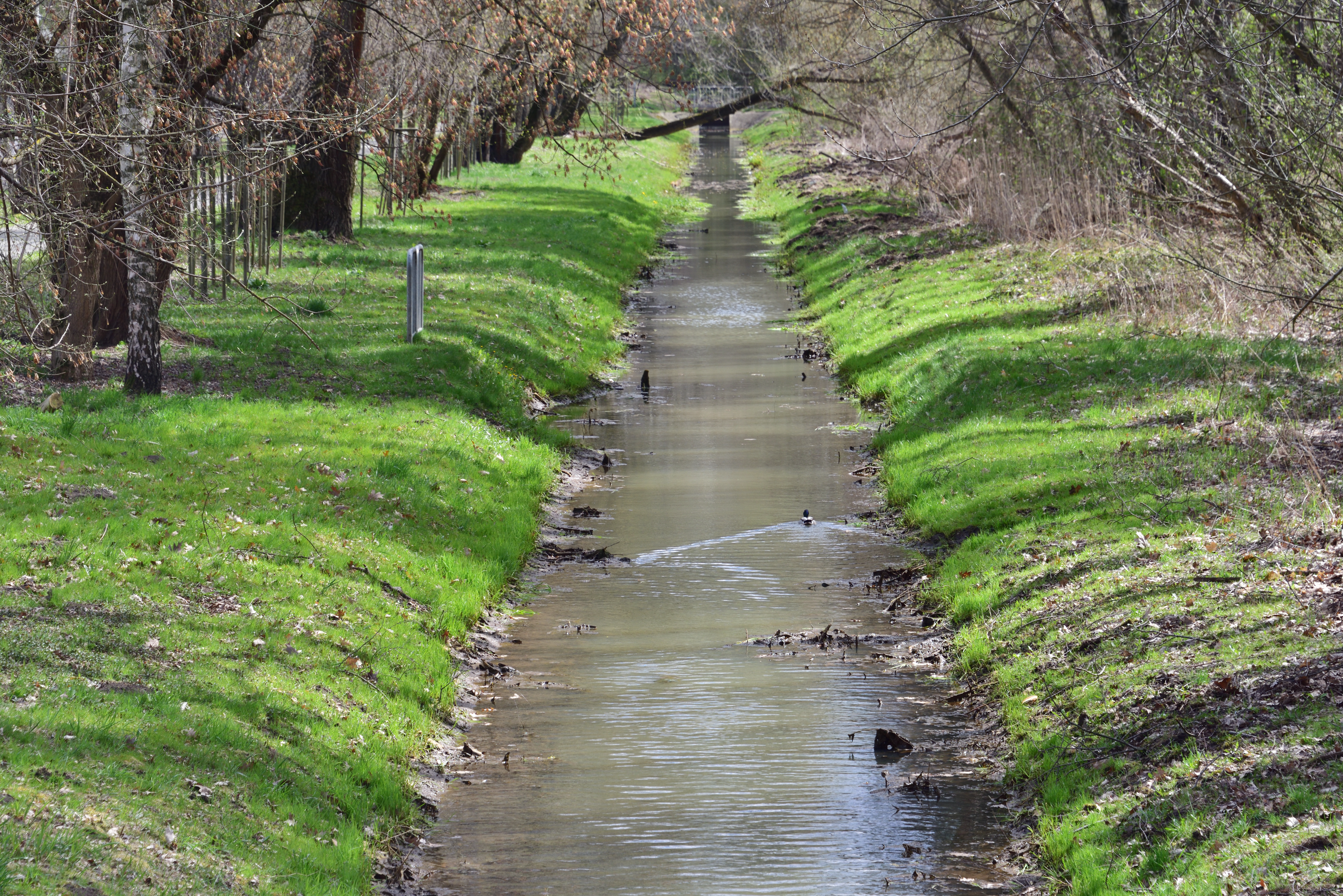
Kanał Bródnowski w pobliżu Zalewu Bardowskiego

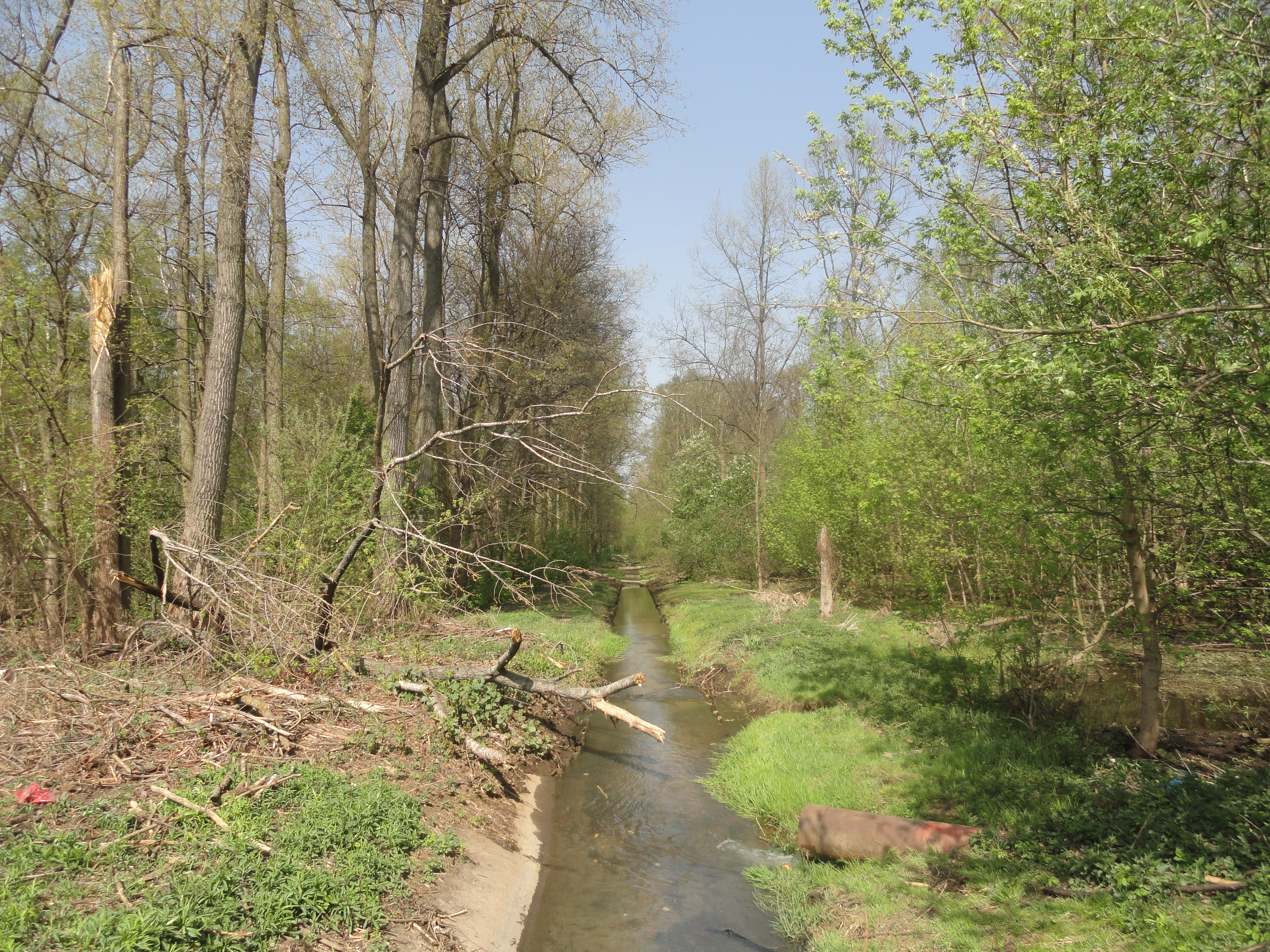
Kanał w pobliżu ul. Gwarków

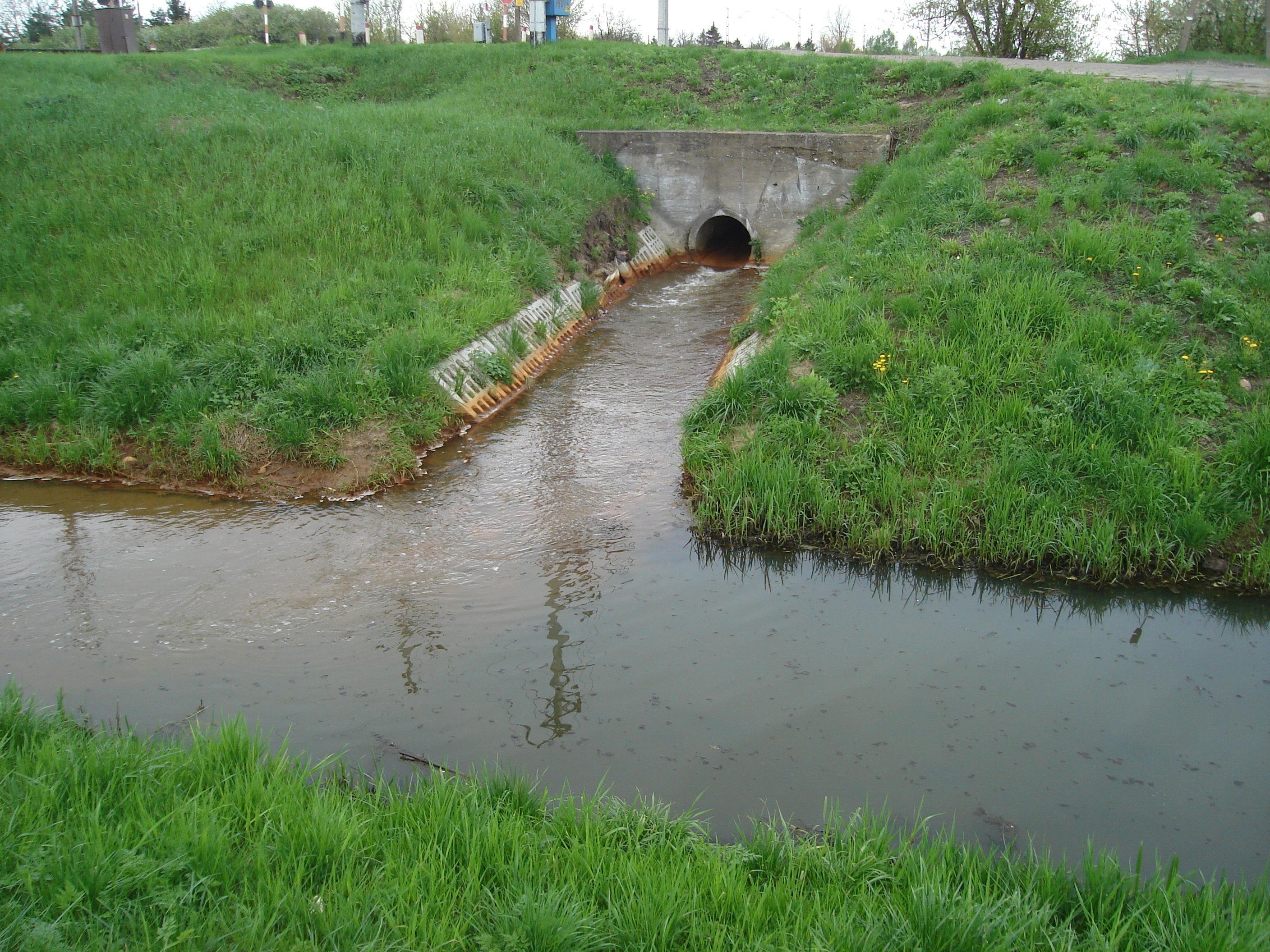
Kanał przy ulicy Bukowieckiej

Kanał Bródnowski – kanał w Warszawie, o źródłach położonych w rejonie Kawęczyn-Wygoda w dzielnicy Rembertów. 
Wykopany w II połowie XIX w. jako kanał odwadniający bagniste doliny nieistniejących już dziś rzek Brodni i Rewy. 
Po wybudowaniu w latach 60. XX wieku Kanału Żerańskiego bieg Kanału Bródnowskiego został podzielony na: 
- Kanał Bródnowski (często nazywany Kanałem Bródnowskim Górnym) i
- Kanał Bródnowski Dolny.

## Kanał Bródnowski
Oficjalny hydronim; potocznie Kanał Bródnowski Górny. Odprowadza wody do Kanału Żerańskiego na wysokości warszawskiego osiedla Brzeziny. Jego długość wynosi ok. 10,94 km (w tym 3,6 km na terenie dzielnicy Białołęka) i w dużej mierze jest zasilany wodami podeszczowymi odprowadzanymi z dwóch przepompowni, na Targówku i na Bródnie. 
Do zakończenia działalności przez zakłady przemysłowe na Targówku Fabrycznym i zaprzestania hodowli trzody w PGR Bródno kanał odbierał ścieki przemysłowe i gnojowicę. Później jego stan sanitarny znacznie się poprawił, a w wodach pojawiły się ryby i zwierzęta typowe dla rzek nizinnych. 
Kanał Bródnowski (Górny) nie posiada żadnych naturalnych dopływów, a jedynie zasilany jest w wodę przez kanały odwadniające, z których do największych zalicza się Kanał Ząbkowski (Znany też jako Rów Ząbkowski), Kanał Zaciszański (Kanał Zacisze, Struga Zacisze), Kanał Drewnowski (Rów Drewnowskiego) i Kanał Lewandów. W dolnym biegu na terenie dzielnicy Białołęka Kanał płynie korytem, które zostało zmienione podczas budowy Kanału Żerańskiego. Uchodzi do niego na wysokości mostu drogowego w osiedlu Brzeziny. Ślady po dawnym korycie są wyraźnie widoczne w rejonie ulic Białołęckiej i Zdziarskiej (zasypany most drogowy). Prowadzone są prace nad rewitalizacją Kanału Bródnowskiego wraz z Zaciszańskim i Drewnowskim na terenie gminy Targówek. Projekt zakłada wysprzątanie brzegów, odmulenie i umocnienie skarp, stworzenie zbiornika retencyjnego o powierzchni 1,3 ha, kąpieliska i przystani dla kajaków, wybudowanie nowych kładek nad kanałami oraz ciągów pieszych i rowerowych, a także skwerów nad jego brzegami.
Przepływa przez:
- warszawskie osiedla dzielnicy Targówek – Targówek Fabryczny, Elsnerów, Zacisze i Stare Bródno;
- w dzielnicy Białołęka – Brzeziny i Białołękę.

## Kanał Bródnowski Dolny
Kanał Bródnowski Dolny ma długość ok. 16 km i rozpoczyna się od przepompowni w osiedlu Tomaszew. Przepompownia miała charakter wyrównawczy i odprowadzała nadwyżkę wód Kanału Żerańskiego podczas sezonowego podwyższenia jego lustra. Cały bieg Kanału Bródnowskiego Dolnego przebiega doliną i korytem dawnej rzeki Brodni. Obecnie w górnym biegu prowadzi on wody okresowo, a poniżej Legionowa zanieczyszczone ściekami bytowymi i deszczowymi. Uchodzi do rzeki Narwi poniżej zapory w Dębem.
Przepływa przez:
- warszawskie osiedla Tomaszew, Szamocin;
- gminę Nieporęt – wsie Michałów-Grabina, Rembelszczyzna, Józefów i Stanisławów Drugi;
- miasto Legionowo;
- gminę Wieliszew – wsie Łajski i Skrzeszew.

Pracami wodnymi związanymi z utrzymaniem Kanału Bródnowskiego zajmuje się instytucja nosząca nazwę Spółka Wodna Niziny Kanału Bródnowskiego.

## Rewitalizacja Kanału Bródnowskiego
W 2007 roku Urząd Dzielnicy Targówek wystąpił do Ratusza z pytaniem, kto jest administratorem Kanału Bródnowskiego. Okazało się, że nie ma administratora. Z inicjatywy władz Targówka powstał specjalny zespół, którego zadaniem było uporządkowanie sytuacji administracyjnej kanałów w całej Warszawie. Dzięki temu na początku 2009 roku władzę nad tymi urządzeniami przejął prezydent Warszawy, oddając je w zarząd władzom dzielnic. Targówek podjął się przeprowadzenia pilotażowego projektu rewitalizacyjnego. Zebrane doświadczenia mają posłużyć innym dzielnicom za wzór.
Urząd Dzielnicy rozpoczął pracę od sporządzenia dokumentacji. W zastanej dokumentacji brakowało podstawowych danych jak wymiary Kanału Bródnowskiego i wpadających do niego Kanałów Zaciszańskiego i Drewnowskiego czy dokładna mapa ich przepływu. Opracowano więc mapę, przeprowadzono pomiary i analizę hydrologiczną. Zbadano też stan techniczny kanałów i rowów melioracyjnych w zlewni Kanału Bródnowskiego. Przy okazji rowy zostały także zinwentaryzowane.
Ustalono, że Kanał Bródnowski jest wystarczająco szeroki, by pomieścić maksymalne możliwe opady na tym terenie, dzięki czemu nie stanowi on zagrożenia powodziowego - przeciwnie, chroni dzielnicę przed powodzią. Jego prawidłowe działanie powinno być jednak wsparte dwoma zbiornikami retencyjnymi. Stan techniczny wszystkich urządzeń okazał się jednak bardzo zły. Wiele rowów było zasypanych, zagrodzonych, odprowadzano do nich nielegalnie ścieki. Wszystkie trzy kanały były niedrożne, zarośnięte i zamulone. 
Roboty regulacyjne trwały od 2010 do 2011 roku. Objęły całą długość Kanału Bródnowskiego, także na terenach Rembertowa i Białołęki. Burmistrz Targówka porozumiał się z władzami obu sąsiadujących dzielnic i otrzymał odpowiednie pełnomocnictwa. Koryto odmulono, usunięto niepotrzebne rośliny, przegrody, zamocowano parkany faszynowe, które chronią brzegi. Dzięki tym pracom woda spływa w ciągu 6–7 godzin. W 2012 roku zrewitalizowano Kanał Zaciszański, później Kanał Drewnowski.
Na Targówku Fabrycznym powstał także zbiornik retencyjny, o nazwie Zalew Bardowskiego (od prowadzącej do niego ulicy Piotra Bardowskiego), który pełni kilka funkcji: przeciwpowodziową, rekreacyjną, nawadniającą w czasie suszy oraz funkcję magazynu wody dla straży pożarnej. Zbiornik został zgłoszony Wojewodzie Mazowieckiemu, dzięki czemu znalazł się na liście urządzeń przeciwpowodziowych województwa. Powstał na terenie należącym wcześniej do Agencji Nieruchomości Rolnych, która przekazała działkę Warszawie. Drugi zbiornik jest planowany w pobliżu Trasy Toruńskiej, lecz przeszkodą są roszczenia do tego terenu dawnych prywatnych właścicieli.

### Zagospodarowanie brzegów kanałów i zbiornika retencyjnego
Zagospodarowanie brzegów przeprowadzane jest wszędzie tam, gdzie teren należy do miasta. W miejscach, w których prywatne działki dochodzą do samego brzegu, poprowadzono objazdy. Dzięki temu można już przejechać wzdłuż kanału od ulicy Malborskiej do ul. Samarytanka, po nowych alejkach. W planach jest przedłużenie tego szlaku w stronę Rembertowa i dokończenie odcinka od ul. Malborskiej do Trasy Toruńskiej (stan na wrzesień 2014 r.).
W październiku 2013 roku otwarto skwer im. Grzegorza Ciechowskiego przy ul. Kondratowicza.

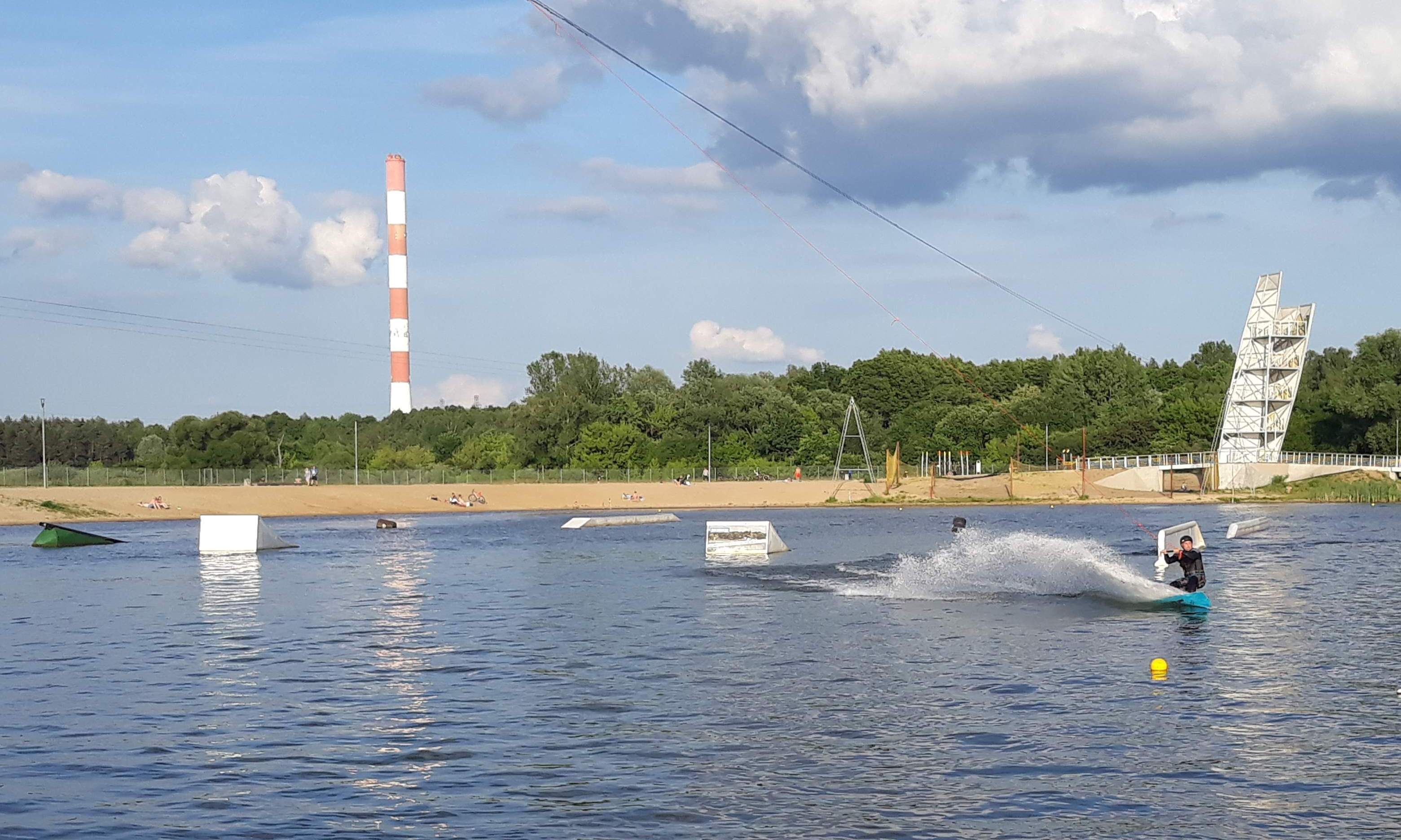
Zalew Bardowskiego na Targówku

Wiosną 2014 roku został oddany skwer historyczny przy ul. Malborskiej. Skwer historyczny poświęcony jest trzem wątkom historii Bródna. Pierwszy z nich to gród z czasów Mieszka I – najstarsza cywilizacja na terenach obecnej Warszawy. Gród strzegł przeprawy rzecznej na szlaku handlowym Wschód-Zachód - to drugi temat ekspozycji. Trzecie zagadnienie to historia Kanału Bródnowskiego opisana na specjalnej tablicy informacyjnej.
W czerwcu 2014 oddano plac zabaw i skwer ekologiczny przy ul. Rolanda.  Roślinność na skwerze ekologicznym jest tak skomponowana, by w różnych porach roku przyciągać latające zwierzęta do trzech wydzielonych stref: ptaków, motyli oraz pszczół. Dla pszczół postawiono  też ul. Dzięki temu miejsce to pełni rolę edukacyjną dla dzieci i okolicznych mieszkańców. 1 września 2014 tuż obok rozpoczęło działalność nowe przedszkole.
Powstał skwer przy Kanale Drewnowskim przy ul. Samarytanka i Korzona. Na terenie wydzielonym z dawnego pola PGR zbudowano staw z fontanną, plac zabaw i siłownię.
Także otoczenie Zalewu Bardowskiego stało się popularnym miejscem rekreacji. Mieszkańcy mają do dyspozycji plażę z małym kąpieliskiem, wieżę widokową,  wyciąg wakeboardingowy, teren do jazdy na rolkach, ponadto plac zabaw, parking, siłownię i wiaty. Woda w sztucznym jeziorze jest czyszczona filtrami biologicznymi. W okolicznym lesie, na miejscu niegdysiejszego fortu twierdzy Warszawa powstały ścieżki spacerowe wyspane żwirem i wyłożone deskami oraz edukacyjne tablice informacyjne i wiaty.